# Bình Đông (thành phố)
Bình Đông (tiếng Trung: 屏東市; pinyin: Píngdong shì; Wade-Giles: P'ing-tung shih; tiếng Đài Loan: Pîn-tong-chhī) là thành phố thủ phủ của huyện Bình Đông, Đài Loan, Trung Hoa Dân quốc. Bình Đông có diện tích 60,067 km², dân số tháng 5/2007 là 215.975 người với mật độ 3600 người/km². Thị trưởng hiện nay là Diệp Thọ Sơn (葉壽山). Bình đông có các tuyến đường bộ, đường sắt và Sân bay Bình Đông.

## Vận chuyển

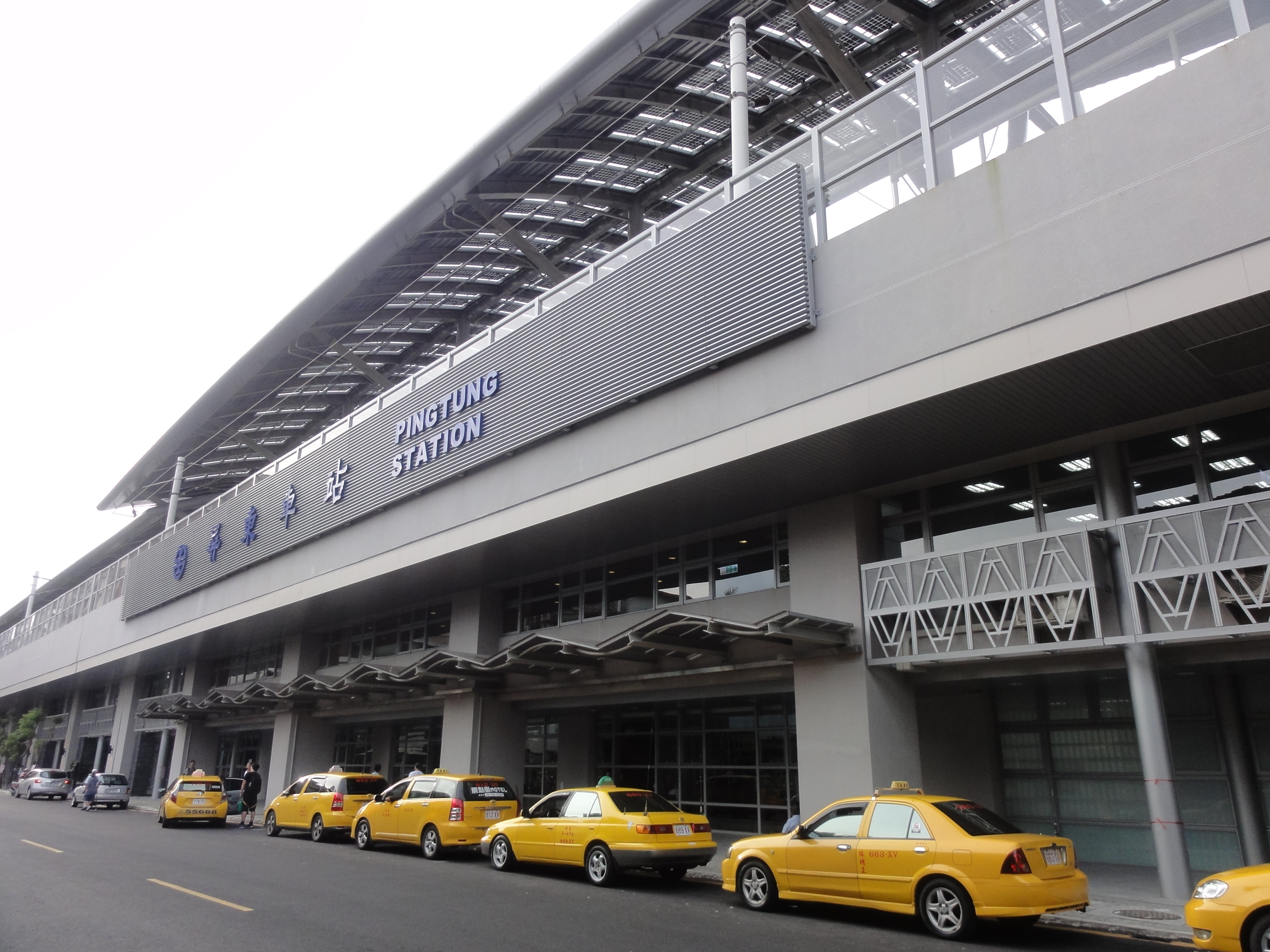
Ga Bình Đông

### Đường sắt
Thành phố Bình Đông có Ga Quy Lại, Ga Lục Khối Thố và Ga Bình Đông.

### Xe buýt
Xe buýt Bình Đông (屏東客運) Lưu trữ ngày 18 tháng 2 năm 2008 tại Wayback Machine, UBus (統聯客運) Lưu trữ ngày 2 tháng 7 năm 2014 tại Wayback Machine và Xe buýt Quốc Quang chạy từ bến xe Bình Đông đến ga đường sắt Bình Đông.